# Marco Helvio Blasión
Marco Helvio Blasión (en latín, Marcus Helvius Blasio) fue edil plebeyo en 198 a. C. y pretor en 197 a. C. y 196 a. C.. Pertenecía a la familia patricia Helvia.

## Biografía
Obtuvo la Hispania Ulterior como provincia. Cuando ya había entregado el gobierno de la provincia a su sucesor, tuvo que quedarse en Hispania debido a una larga enfermedad, y permaneció un año más. La revuelta se inició en 197 a. C., en la provincia dirigida por los reyes Culcas (rey de 17 ciudades) y Luxinio, además de las ciudades de Carmo, Bardo (¿Obúlcula?), Malaca, Sexi y toda la Beturia (Livio: Ab Urbe condita, XXXIII, 21).
Ya de regreso, con una guardia de seis mil soldados que le había puesto el pretor Apio Claudio Nerón, fue atacado por veinte mil celtíberos cerca de Iliturgi, pero los atacantes fueron derrotados y unos doce mil murieron. Iliturgi fue ocupada por los romanos según Valerio Antias; esta victoria le valió una ovación concedida por el senado en 195 a. C., pero no pudo optar al triunfo al haber luchado en la provincia de otro pretor. En 194 a. C. fue uno de los triunviros que fundaron la colonia romana de Sipontum en Apulia.